# Pila de níquel-hidrógeno
Una pila de níquel-hidrógeno (NiH2 o Ni-H2) es una fuente de energía electroquímica recargable basada en níquel e hidrógeno. Se diferencia de una pila de níquel-hidruro metálico (NiMH) por el uso de hidrógeno en forma gaseosa, almacenado en una celda presurizada a una presión de hasta 1200 psi (82,7 bar). La pila de níquel-hidrógeno fue patentada el 25 de febrero de 1971 por Alexandr Ilich Kloss y Boris Ioselevich Tsenter en Estados Unidos.
Las pilas de NiH2 que utilizan hidróxido de potasio (KOH) al 26% como electrolito han demostrado una vida útil de 15 años o más a una profundidad de descarga del 80%. La densidad energética es de 75 Wh/kg, 60 Wh/dm3  y la potencia específica 220 W/kg. La tensión en circuito abierto es de 1,55 V, la tensión media durante la descarga es de 1,25 V.
Aunque la densidad energética es sólo aproximadamente un tercio de la de una batería de litio, la virtud distintiva de la batería de níquel-hidrógeno es su larga vida útil: las celdas soportan más de 20.000 ciclos de carga con un 85% de eficiencia energética y un 100% de eficiencia faradaica.
Las baterías recargables de NiH2 poseen propiedades que las hacen atractivas para el almacenamiento de energía eléctrica en satélites y sondas espaciales. Por ejemplo, la EEI, la Mercury Messenger, la Mars Odyssey y la Mars Global Surveyor están equipados con baterías de níquel-hidrógeno. El telescopio espacial Hubble, cuando se cambiaron sus baterías originales en mayo de 2009, más de 19 años después de su lanzamiento, lideraba con el mayor número de ciclos de carga y descarga de cualquier batería de NiH2  en órbita terrestre baja.

## Historia
El desarrollo de la pila de níquel-hidrógeno comenzó en 1970 en la compañía Comsat. y se utilizó por primera vez en 1977 a bordo del Navigation technology satellite-2 (NTS-2) de la Marina estadounidense. En la actualidad, los principales fabricantes de pilas de níquel-hidrógeno son Eagle-Picher Technologies y Johnson Controls, Inc. 

## Características

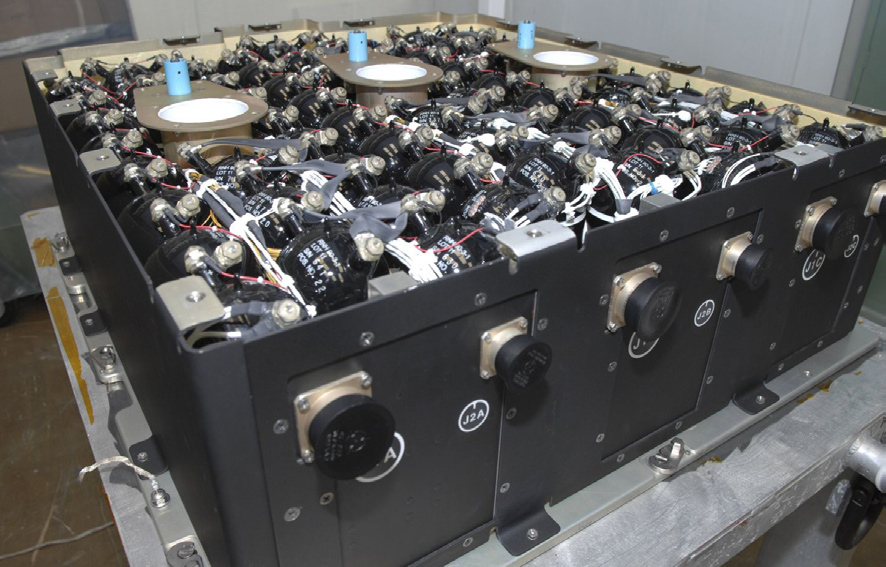
Baterías de níquel-hidrógeno para el Hubble.

La batería de níquel-hidrógeno combina el electrodo positivo de níquel de una batería de níquel-cadmio y el electrodo negativo, incluidos el catalizador y los elementos de difusión de gas, de una pila de combustible. Durante la descarga, el hidrógeno contenido en el recipiente a presión se oxida y se convierte en agua, mientras que el electrodo de oxihidróxido de níquel se reduce a hidróxido de níquel. El agua se consume en el electrodo de níquel y se produce en el electrodo de hidrógeno, por lo que la concentración del electrolito de hidróxido de potasio no cambia. A medida que la batería se descarga, la presión del hidrógeno disminuye, proporcionando un indicador fiable del estado de carga. En una batería de un satélite de comunicaciones, la presión a plena carga era de más de 500 libras/pulgada cuadrada (3,4 MPa), bajando a sólo unos 15 PSI (0,1 MPa) a plena descarga.
Si la célula se sobrecarga, el oxígeno producido en el electrodo de níquel reacciona con el hidrógeno presente en la célula y forma agua; como consecuencia, las células pueden soportar la sobrecarga siempre que el calor generado pueda disiparse.
Las pilas tienen la desventaja de una tasa de autodescarga relativamente alta, es decir, la reducción química del Ni(III) en Ni(II) en el cátodo:              
{\displaystyle {\ce {NiOOH + 1/2H2 <=> Ni(OH)2.}}}
que es proporcional a la presión del hidrógeno en la pila; en algunos diseños, puede perderse el 50% de la capacidad tras sólo unos días de almacenamiento. La autodescarga es menor a temperaturas más bajas.
En comparación con otras baterías recargables, una batería de níquel-hidrógeno proporciona una buena energía específica de 55-60 vatios-hora/kg, y una vida de ciclo muy larga (40.000 ciclos al 40% DOD) y una vida operativa (> 15 años) en aplicaciones de satélite. Las pilas pueden tolerar la sobrecarga y la inversión accidental de la polaridad, y la presión del hidrógeno en la pila proporciona una buena indicación del estado de carga. Sin embargo, la naturaleza gaseosa del hidrógeno hace que la eficiencia volumétrica sea relativamente baja (60-100 Wh/L para una pila IPV (recipiente a presión individual)), y la alta presión requerida hace que los recipientes a presión sean muy costosos.
El electrodo positivo está formado por una placa de níquel porosa sinterizada en seco, que contiene hidróxido de níquel. El electrodo negativo de hidrógeno utiliza un catalizador negro de platino ligado con teflón con una carga de 7 mg/cm2 y el separador es un tejido de zirconia (ZYK-15 Zircar).
Las baterías de sustitución del Hubble se fabrican con un proceso de lechada húmeda en el que se moldean un agente aglutinante y materiales metálicos en polvo y se calientan para hervir el líquido.

## Diseños
- El diseño de recipiente a presión individual (IPV) consiste en una sola unidad de celdas de NiH2 en un recipiente a presión.[21]
- El diseño de recipiente a presión común (CPV) consiste en dos pilas de células de NiH2 en serie en un recipiente a presión común. El CPV proporciona una energía específica ligeramente superior a la del IPV.
- El diseño de recipiente a presión único (SPV) combina hasta 22 células en serie en un único recipiente a presión.
- El diseño bipolar se basa en electrodos gruesos, positivos y negativos apilados uno detrás de otro en un SPV.[22]
- El diseño de célula de recipiente a presión dependiente (DPV) ofrece una mayor energía específica y un coste reducido.[23]
- El recipiente de presión común/dependiente (C/DPV) es un híbrido del recipiente de presión común (CPV) y el recipiente de presión dependiente (DPV) con una alta eficiencia volumétrica.[24]

Esquemas
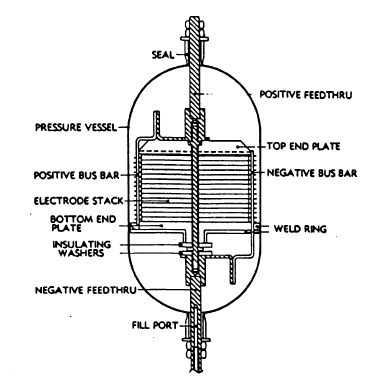
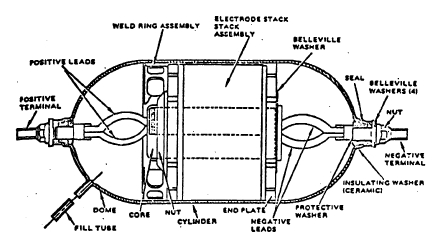
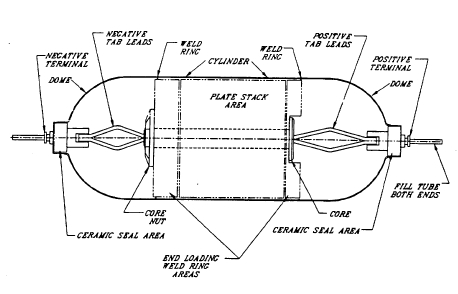
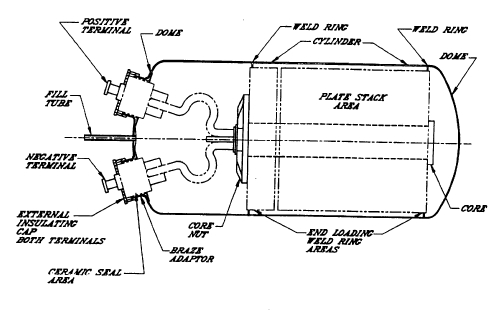
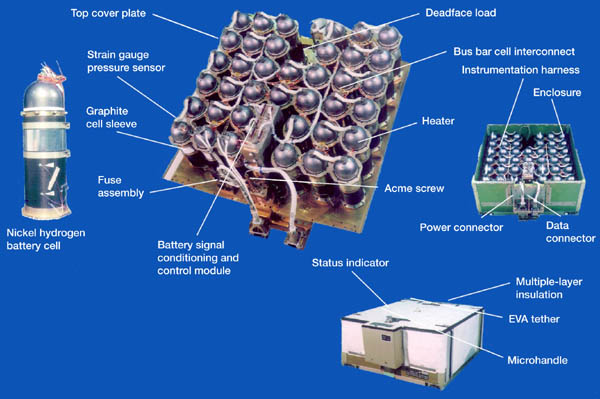

## Otras lecturas
- Albert H. Zimmerman (ed), Nickel-Hydrogen Batteries Principles and Practice, The Aerospace Press, El Segundo, California. ISBN 1-884989-20-9